# Зеландський болюс
Зеландський болюс (нід. вимова: [ˈzeːusə ˈboːlɵs]) або Зеландський болюсен — солодка випічка єврейського походження з голландської провінції Зеландія. Їх виготовляють шляхом випікання білого хлібного тіста, розкачаного в темно-коричневому цукрі у формі спіралі, цедри лимона (зрідка і лише в деяких частинах регіону) і кориці. Форма болюсу різна для пекарів. Їх часто їдять із кавою, а в деяких частинах регіону плоску нижню частину покривають маслом.
Існує також інший вид тіста, який продається в Нідерландах під назвою болюс або бойлс. Це імбирні бойлзи, виготовлені з тіста, начиненого імбиром та апельсиновими кісточками, начинені апельсином і мигдальним борошном зі смаком апельсина і мигдалю. Ці бойлзи золотисто-жовтого кольору у формі листка. Їх потрібно їсти ложкою, тому що сироп робить їх дуже липкими.

## Історія
Болюс уперше був створений у Зеландії в першій половині 17 століття пекарями євреями-сефардами, переважно з португальського регіону Алентежу. На єврейському кладовищі в Мідделбурзі є ознаки португальської єврейської громади, яка населяла Зеландію. Ці єврейські пекарі створили попередника зеландського болюсу. Пізніше пекарі із Зеландії вдосконалили мистецтво болюсу, іноді використовуючи парові печі, щоб тісто з корицею було ніжним.

## Змагання

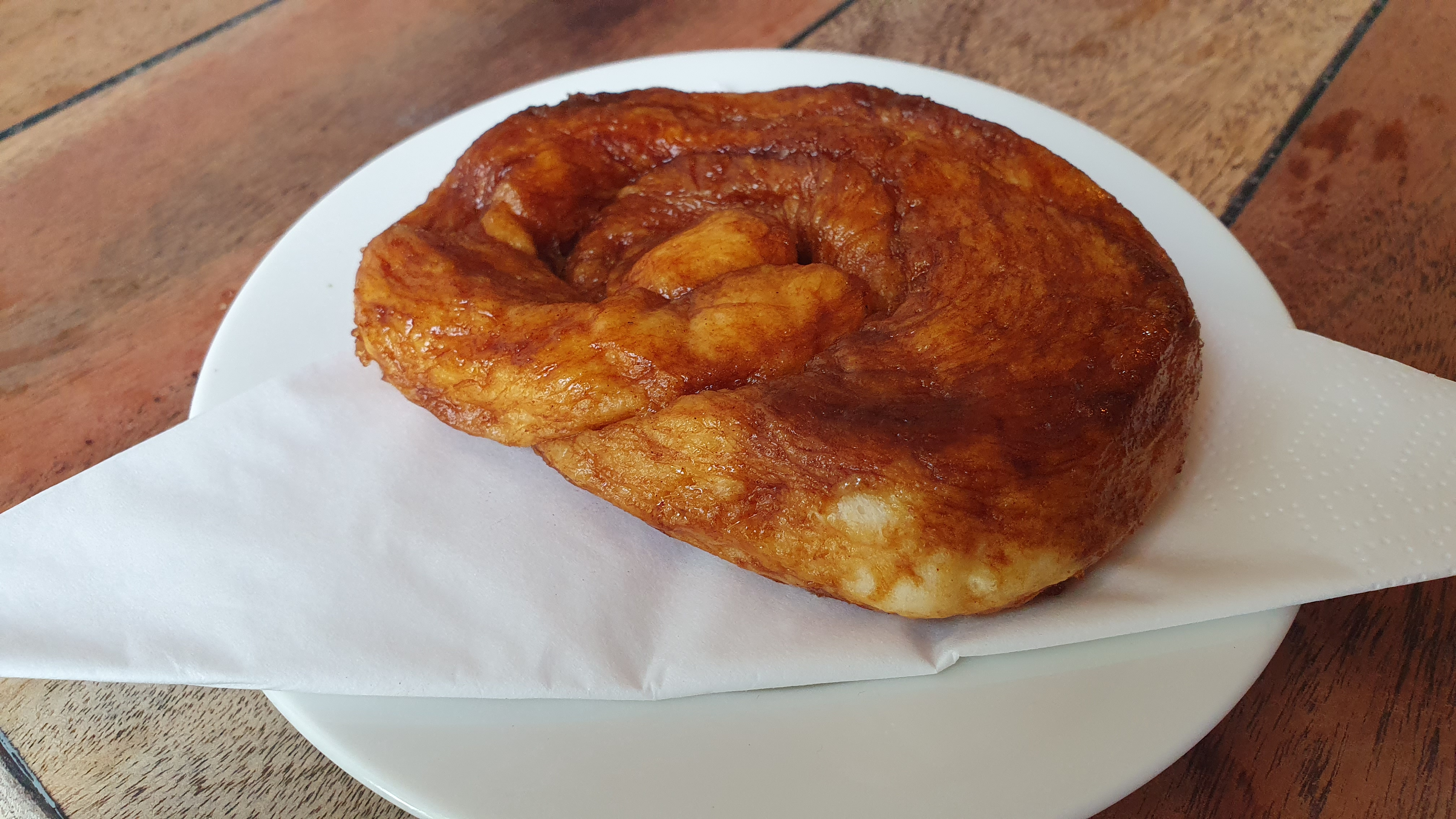
Болюс, типовий для провінції Зеландія

До 1998 року на змаганнях з випічки оцінювали болюси, а також хліб, тістечка та іншу випічку.
Починаючи з 1998 року, щороку під час «болюсного тижня», у вівторок 12-го тижня року, проводяться Чемпіонати з випікання болюсу в Зеландії, організовані Голландським пекарським центром. Пекарі-учасники можуть отримати вісім болюсів. Журі у складі двох пекарів і двох працівників Zeelandia обирає десять найкращих продуктів, із яких глядачі обирають переможця. Переможець отримує приз Bolus Trophy і може називати себе «Найкращим виробником болюсів» упродовж року. Серед переможців були: Іман Ізебуд із Коудекерке (2002), Ян Діс із Заамслагу (він переміг у 1989, 2004 та 2009 роках), пан Блік із Мідделбурга (2005), Вілфред Дропперс із Зірікзее (2007), Фордейк із Гуса, 2008.

## У світі
Болюс вважається споконвічно єврейською випічкою, яка була поширена по всьому світу під час діаспори. Болюси також продаються в Єрусалимі, Москві, Парижі та на півдні Франції.

## Етимологія
Слово болюс походить від їдиш. Голландський етимологічний словник Ван Дейла говорить, що слово bolus або boles є множиною від bole, що походить від іспанського bollo, що означає булочка, або bola, що означає «м'яч».